# Ratzeburg
Ratzeburg este un oraș din landul Schleswig-Holstein, Germania.

## Geografie
Orașul este înconjurat de patru lacuri, care ar fi numit "Inselstadt" (oraș-insulă). Este unit la pământ de trei poduri. Faimos de locuri pentru sănătate și bunăstare. Orașul este o parte dintr-o rezervație numita "Naturpark Lauenburgische Seen". 
Ratzeburg este parte integrantă din regiunea metropolă din Hamburg. Orașele mai aproape sunt Mölln, Lübeck și Schwerin. Orașul este de aproximativ douăzeci de kilometri de la Luebeck aproape de Alte Salzstrasse, vechi de sare de drum, Luebeck care conectat și Lüneburg. Este traversat de șoseaua care conectează Bad Oldesloe și Schwerin și că, înainte de reunificare a celor două state germane în 1989 a marcat de frontieră între RFG și RDG. 

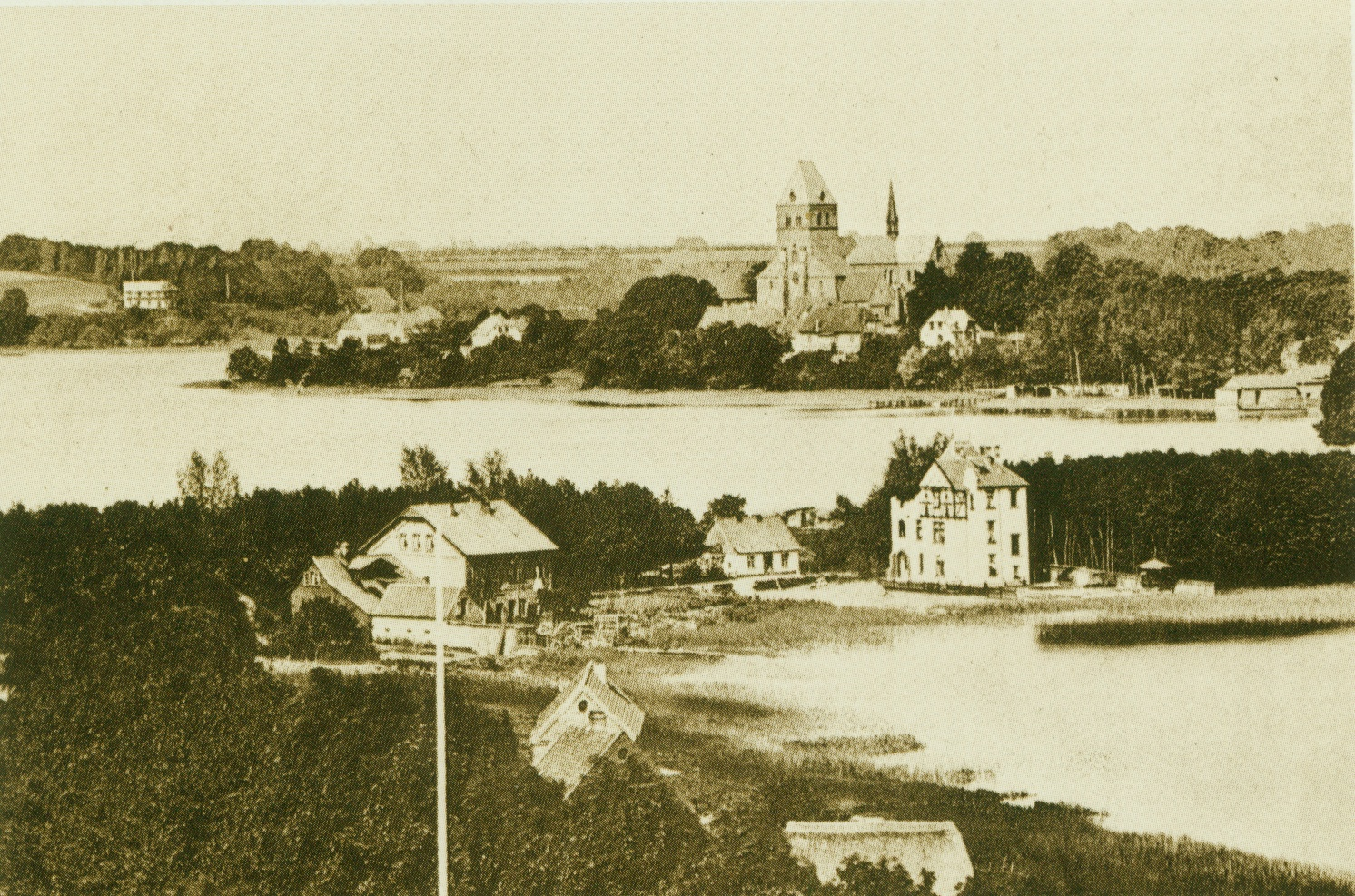
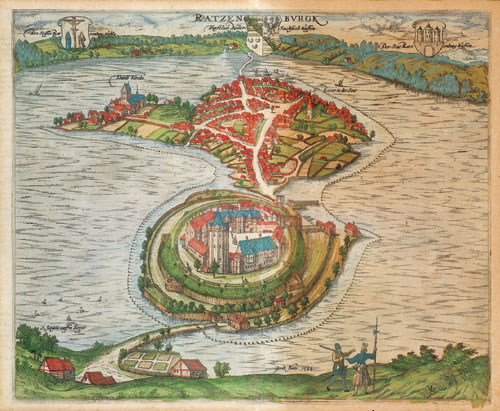
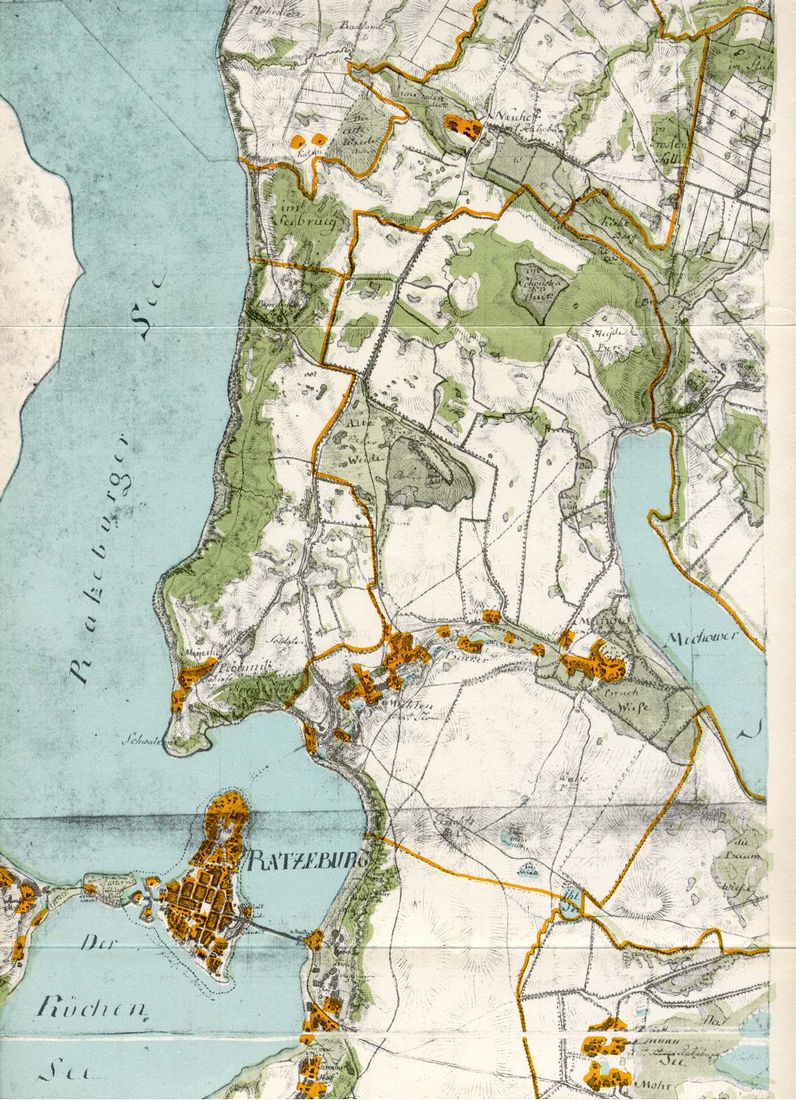
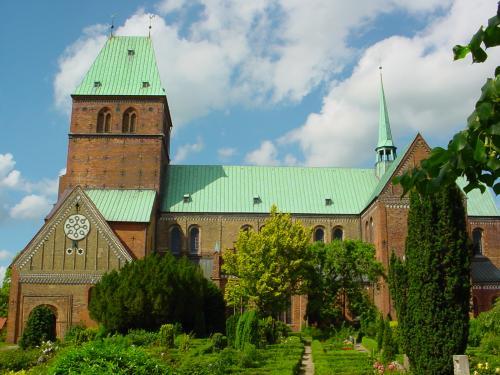

## Istorie
În 1000 d.Hr. Polabians au fondat orașul Ratibor, iar numele acestuia se pare că a dat și numele nativ al orașului, Racisburg.
La începutul secolului al X-lea mănăstirea a fost construită sub indrumarea religioase Anversus.
În 1066 d.Hr., mănăstirea a fost asediată și arsă.

## Politica

### Lista de primarii
- 1872-1896: Gustav Heinrich Friedrich Hornborstel
- 1897-1909: Friedrich Tronier
- 1909-1925: Friedrich Goecke
- 1926-1938: Karl Saalfeld
- 1938-1939: Karl Michaelis
- 1939-1945: Max Stelter
- 1945-1946: Karl Kiesewetter
- 1946-1962: Otto Hofer
- 1962-1968: Friedhelm Schöber
- 1968-1989: Peter Schmidt
- 1989-2001: Bernd Zukowski
- 2001-2007: Michael Ziethen
- 2007: Rainer Voß

## Orașe înfrățite
- Sopot, Polonia
- Esneux, Belgia
- Walcourt, Belgia
- Strängnäs, Suedia
- Ribe, Danemarca
- Châtillon, Franța